# Danny Boyle
Danny Boyle (Manchester, 1956. október 20. –)  Oscar-díjas angol színházi és filmrendező, filmproducer.

## Élete és pályafutása
Diplomájának megszerzése után előbb a Joint Stock Theatre Company, majd a Royal Court Theatre tagja lett, utóbbinál művészeti rendezőként munkálkodott 1982-től 1987-ig. A televíziózás terén is kipróbálta magát, a népszerű Inspector Morse detektívsorozat pár epizódjának megrendezésével. 1993-ban a BBC Two Mr. Wroe's Virgins című drámasorozatán dolgozott. Ebben az évben fogott össze Andrew MacDonald filmproducerrel és John Hodge forgatókönyvíróval. Első filmjük az 1994-ben bemutatott Sekély sírhant volt. A kis költségvetésű, mindössze 1,5 millió fontból készült film sikeresnek bizonyult. 
A csapat következő alkotása az Irvine Welsh kultuszregényéből készült Trainspotting (1996) lett. Az 1997-es Az élet sója az első amerikai vállalkozásuk. 2000-ben készítették el a szintén népszerű regényből adaptált A part című kalandfilmet. 
Boyle ezután visszatért a BBC-hez, és két tévéfilmet rendezett: Vacuuming Completely Nude in Paradise és Strumpet címmel. 2002-ben jelent meg 28 nappal később című zombifilmje. Stílusához tartozik, hogy szeret digitális anyagra forgatni.

## Filmográfia

### Film
| Év   | Magyar cím            | Eredeti cím                     | Feladatkör | Feladatkör | Feladatkör |
| Év   | Magyar cím            | Eredeti cím                     | Rendező    | Producer   | Író        |
| ---- | --------------------- | ------------------------------- | ---------- | ---------- | ---------- |
| 1994 | Sekély sírhant        | Shallow Grave                   | Igen       | Nem        | Nem        |
| 1996 | Trainspotting         | Trainspotting                   | Igen       | Nem        | Nem        |
| 1997 | Az élet sója          | A Life Less Ordinary            | Igen       | Nem        | Nem        |
| 1997 | Az ikrek visszavágnak | Twin Town                       | Nem        | Vezető     | Nem        |
| 2000 | A part                | The Beach                       | Igen       | Nem        | Nem        |
| 2002 | 28 nappal később      | 28 Days Later                   | Igen       | Nem        | Nem        |
| 2004 | Milliók               | Millions                        | Igen       | Nem        | Nem        |
| 2007 | Napfény               | Sunshine                        | Igen       | Nem        | Nem        |
| 2007 | 28 héttel később      | 28 Weeks Later                  | Nem        | Vezető     | Nem        |
| 2008 | Gettómilliomos        | Slumdog Millionaire             | Igen       | Nem        | Nem        |
| 2008 |                       | Alien Love Triangle (rövidfilm) | Igen       | Nem        | Nem        |
| 2010 | 127 óra               | 127 Hours                       | Igen       | Igen       | Igen       |
| 2013 | Transz                | Trance                          | Igen       | Igen       | Nem        |
| 2015 | Steve Jobs            | Steve Jobs                      | Igen       | Igen       | Nem        |
| 2017 | T2 Trainspotting      | T2 Trainspotting                | Igen       | Igen       | Nem        |
| 2017 | A nemek harca         | Battle of the Sexes             | Nem        | Vezető     | Nem        |
| 2019 | Yesterday             | Yesterday                       | Igen       | Igen       | Nem        |
| 2025 | 28 évvel később       | 28 Years Later                  | Igen       | Igen       | Igen       |

## Fordítás
- Ez a szócikk részben vagy egészben  a   Danny Boyle című angol Wikipédia-szócikk fordításán alapul.  Az eredeti cikk szerkesztőit annak laptörténete sorolja fel. Ez a jelzés csupán a megfogalmazás eredetét és a szerzői jogokat jelzi, nem szolgál a cikkben szereplő információk forrásmegjelöléseként.